# Sân bay quốc tế Zvartnots
Sân bay quốc tế Zvartnots (tiếng Armenia: Զվարթնոց Միջազգային Օդանավակայան) (IATA: EVN, ICAO: UDYZ) là một sân bay ở gần Zvartnots, cách Yerevan, thủ đô của Armenia 10 km về phía tây. Sân bay này được xây năm 1961. Các kiến trúc sư gồm M. Khachikyan, A. Tarkhanyan, J. Sheqhlyan, L. Cherkezyan, H. Tigranyan, A. Meschyan, và nhà xây dựng M. Baghdasaryan.. Sân bay này được nâng cấp thập niên 1980.
Sau khi Armenia độc lập khỏi Liên Xô, lượng hàng hóa tăng lên đáng kể tại sân bay này, một nhà ga hàng hóa đã được xây năm 1998 với năng lực 100.000 tấn mỗi năm..
Năm 2006, Sân bay Zvartnots phục vụ 1.125.698 lượt khách, tăng 1,3% so với năm 2005..
Năm 2007, con số này là 1.387.002, tăng 23,2% so với năm trước..

## Các hãng hàng không và các tuyến điểm
- Aeroflot (Moscow-Sheremetyevo)
- Aeroflot-Don (Rostov-on-Don)
- Aeromist-Kharkiv (Kharkiv)
- Air Arabia (Sharjah)

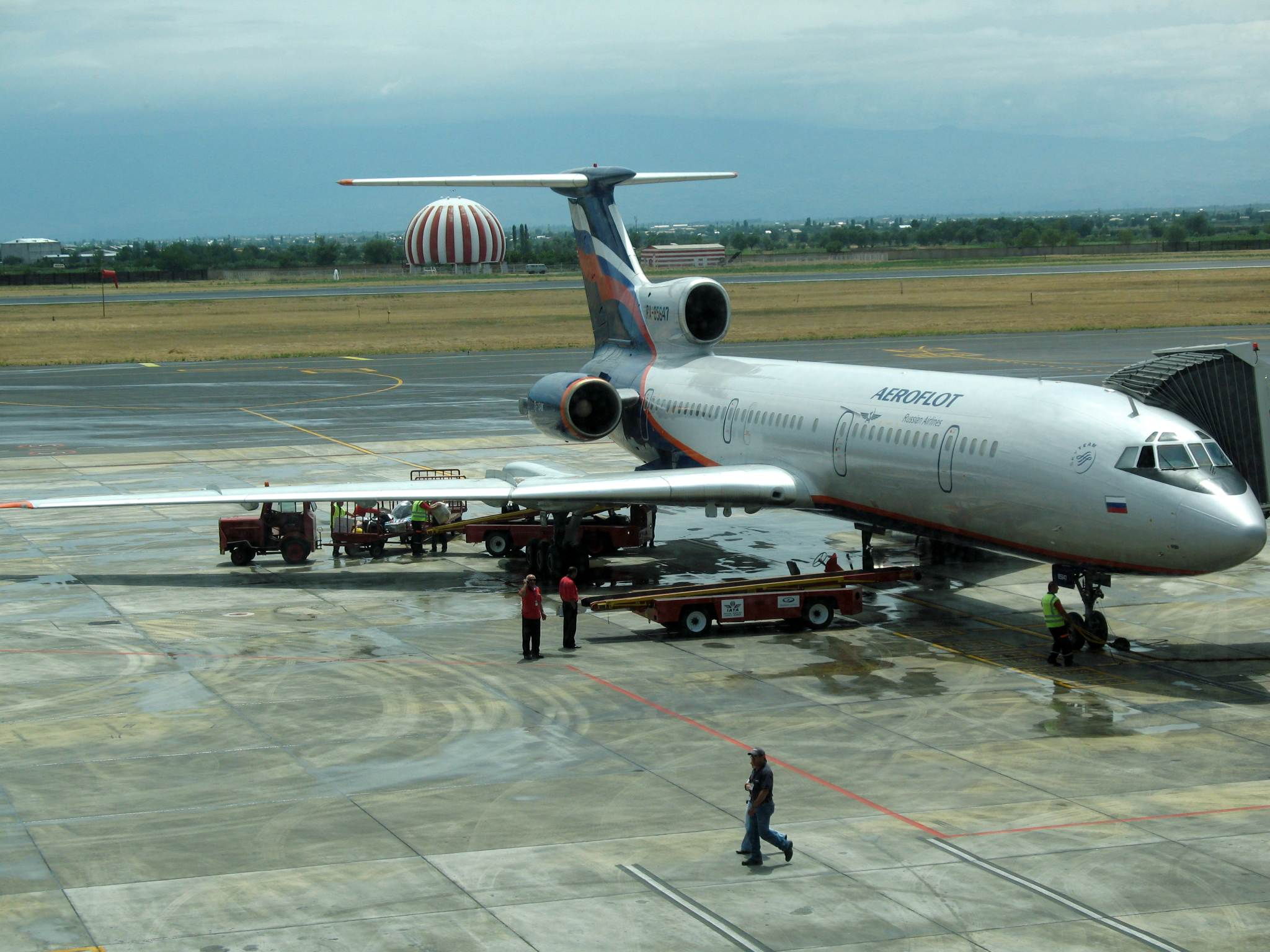
Một chiếc Tupolev Tu-154 của Aeroflot tại Sân bay quốc tế Zvartnots

- Air Armenia (Astrakhan, Saratov, Tbilisi, Zaporizhia)
- airBaltic (Riga)
- Air France (Paris-Charles de Gaulle)
- ARP 410 Airlines (Kharkiv)
- Astrakhan Airlines (Astrakhan)
- Atlantis European Airways (Prague, Vienna)
- Austrian Airlines (Vienna)
- BAL Bashkirian Airlines (Ufa)
- Belavia (Minsk)
- bmi (London-Heathrow)
- Caspian Airlines (Tehran-Imam Khomeini)
- Constanta Airline (Zaporizhia)
- Czech Airlines (Prague)
- DonbassAero (Donetsk, Kyiv-Boryspil)
- Dniproavia (Dnipro)
- Karat (Adler/Sochi)
- Kavminvodyavia (Mineralnye Vody)
- KrasAir (Krasnoyarsk)
- Kuban Airlines (Krasnodar)
- LOT Polish Airlines (Warsaw)
- Lufthansa (Munich)
  - Lufthansa Regional operated by Lufthansa CityLine (Munich)

- Moskovia Airlines (Voronezh)
- Orenburg Airlines (Orenburg)

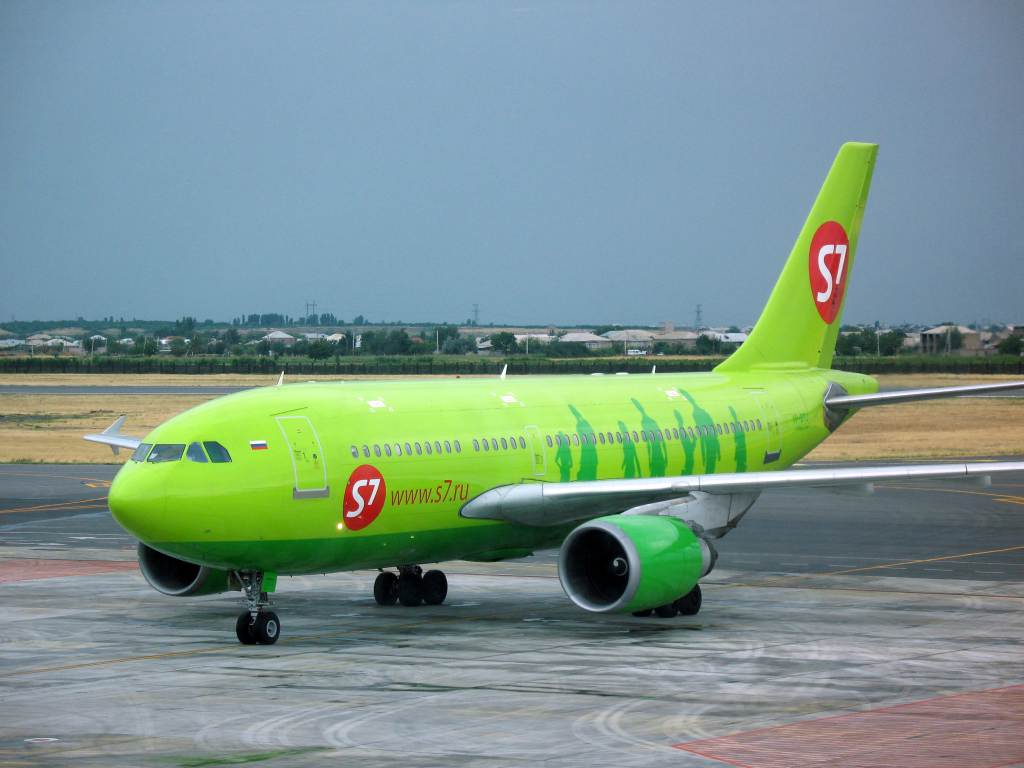
Airbus A310 of S7 Airlines at Zvartnots International Airport

- Perm Airlines (Kaliningrad, Perm, Kazan)
- Polet Airlines (Voronezh)
- Rossiya (St. Petersburg)
- S7 Airlines (Chelyabinsk, Moscow-Domodedovo, Novosibirsk, Perm)
- Samara Airlines (Samara)
- Saravia (Saratov)
- Scat Air (Aktau)
- Syrian Arab Airlines (Aleppo)
- Tatarstan Airlines (Kazan, Nizhny Novgorod)
- Tbilaviamsheni (Tbilisi, Batumi (charter))
- Ural Airlines (Yekaterinburg)
- UTair (Adler/Sochi)
- Volga-Aviaexpress (Volgograd)
- Yamal Airlines (Tyumen)